# Gereh Govābar
Gereh Govābar (persiska: گره گوابر) är en ort i Iran.   Den ligger i provinsen Gilan, i den norra delen av landet, 170 km nordväst om huvudstaden Teheran. Gereh Govābar ligger 969 meter över havet och antalet invånare är 322.
Terrängen runt Gereh Govābar är bergig åt sydost, men åt nordväst är den kuperad. Runt Gereh Govābar är det ganska tätbefolkat, med 134 invånare per kvadratkilometer. Närmaste större samhälle är Ţūl Lāt, 15,2 km nordost om Gereh Govābar. I omgivningarna runt Gereh Govābar växer i huvudsak blandskog.